# Рулевой (гребля)

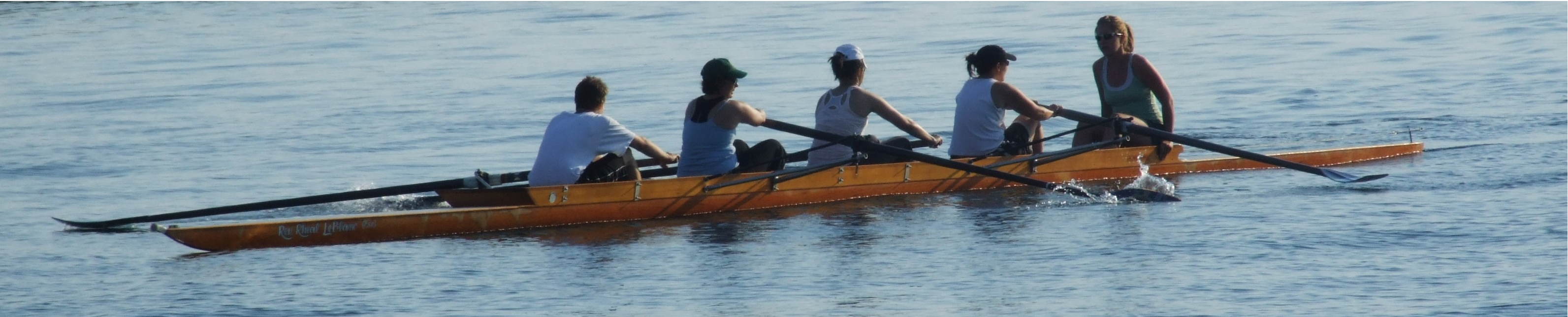
Женская команда из четырёх гребцов и рулевого. Торонто

Рулевой — член команды гребцов, который сидя на корме смотрит вперёд и направляет лодку, задавая при этом ритм гребли. Рулевого традиционно бросают в воду в случае выигрыша гонки.

## Функции рулевого
Роль рулевого в экипаже:
- управляя рулём, держать лодку и гребцов в надёжном положении
- участвовать в действиях команды лодки
- тренировать экипаж, когда отсутствует тренер
- поддерживать мотивацию и стимул для экипажа
- обеспечивать обратную связь членов экипажа
- выносить необходимые тактические решения
- организовывать действия экипажа, в том числе при выносе лодки на берег и др.
- быть ответственным за судно; так в случае столкновения, рулевой несёт ответственность в соответствии с морским правом, как хозяин судна (хотя не всегда)

## Вес
Считается, что для рулевого выгодно быть лёгким, так как при движении меньше общий вес экипажа. Однако, вес, как правило, считается второстепенным фактором по сравнению с рулением, тренерскими качествами и мотивирующими способностями. Тем не менее, наиболее конкурентоспособные рулевые весят меньше 50 кг для женщин, и менее 60 кг для мужчин.
В большинстве ассоциаций гребли существует регламент для веса рулевого, например в FISA (Международная федерация гребли) минимальный вес для рулевого мужского экипажа 55 килограммов; если рулевой весит меньше, то соответственно лодка должна быть утяжелена мешками с песком до необходимого веса.